# سولودره (آیدین‌تپه)
سولودره {{ترکی|Suludere) (به ارمنی: Արքանիստ) (به کردی: Erginis) یک منطقهٔ مسکونی در ترکیه است که در آیدین‌تپه واقع شده‌است. سولودره ۶۹ نفر جمعیت دارد.